# Marvin Angulo
Marvin Angulo Borbón (Heredia, 1986. szeptember 30. –) costa rica-i válogatott labdarúgó középpályás, a Saprissa játékosa.

## Pályafutása

### Klubcsapatokban
Angulo 2006-ban csatlakozott első profi klubjához, a Costa Rica-i Herediano csapatához. 2009. október 1-jén kölcsönben átkerült a Melbourne Victoryhoz, hogy pótolja a sérülése miatt kiesett Billy Celeskit. A FIFA engedélyének késése miatt azonban csak 2010. január 10-i Newcastle Jets elleni meccsen lépett legközelebb csak pályára.
A 2010-11-es szezonban visszatért a Heredianohoz és ott folytatta karrierjét. 2013-ban kölcsönbe szerepelt egy rövid ideig az Uruguay de Coronadonál is. 
2014-ben elhagyta a Heredianot és átigazolt a Saprissahoz, ahol jelenleg is játszik.

### A válogatottban
Angulo először 2007. augusztus 22-én mutatkozott be a costa rica-i válogatott Peru elleni barátságos mérkőzésén.

## Sikerei, díjai
Herediano
- Costa Rica-i bajnok (Clausura) (1): 2012

Saprissa
- Costa Rica-i bajnok (Clausura) (4): 2014, 2018, 2020, 2021
- Costa Rica-i bajnok (Apertura) (3): 2014, 2015, 2016
- CONCACAF-bajnokok ligája (1): 2019